# 複回歸分析
複迴歸分析，是以關係式表示目的變數和解釋變數之間的關係，然後用於預測的方法。它與主成分分析同為多變量分析。在有目的變數的情形下，使用複迴歸分析；在沒有目的變數的情形下，使用主成分分析。通常此種分析方法會藉助統計軟體計算。